# Patriotiska förändringsalliansen
Patriotiska förändringsalliansen, Alianza Patriótica por el Cambio (APC) är en valallians i Paraguay bestående av följande åtta vänster- och mittenpartier:
- Äkta Radikal-liberala partiet
- Revolutionära Febreristpartiet
- National Encounter Party
- Partiet för ett solidariskt land
- Kristdemokratiska Partiet
- Rörelsen för socialism
- Breda fronten
- Progressiva Demokratiska Partiet

Alliansens presidentkandidat i valet 2008, Fernando Lugo vann valet.